# 比克頓角
66°20′S 136°56′E / 66.333°S 136.933°E
比克頓角是南極洲的海岬，處於格拉韋尼瓦爾岩東北面9公里，是維克多灣入口處東部沿海地區的北端，由澳大利亞探險家率領的探險隊繪入地圖。